# Таврийское (Бериславский район)
Таврийское (укр. Таврійське) — село в Тягинской сельской общине Бериславского района Херсонской области Украины.
Почтовый индекс — 74324. Телефонный код — 5546. Код КОАТУУ — 6520680605.

## Население
Население по переписи 2001 года составляло 96 человек.

### Языковой состав
Родной язык населения по данным переписи 2001 года:
| Язык       | Численность, чел. | Доля     |
| ---------- | ----------------- | -------- |
| Украинский | 87                | 90,63 %  |
| Русский    | 8                 | 8,33 %   |
| Румынский  | 1                 | 1,04 %   |
| Итого      | 96                | 100,00 % |

## История
В 1946 году указом ПВС УССР село Крестовоздвиженка переименовано в Хрущево.

## Местный совет
74323, Херсонская обл., Бериславский р-н, с. Высокое, ул. Широкая, 2